# 那須高原サービスエリア

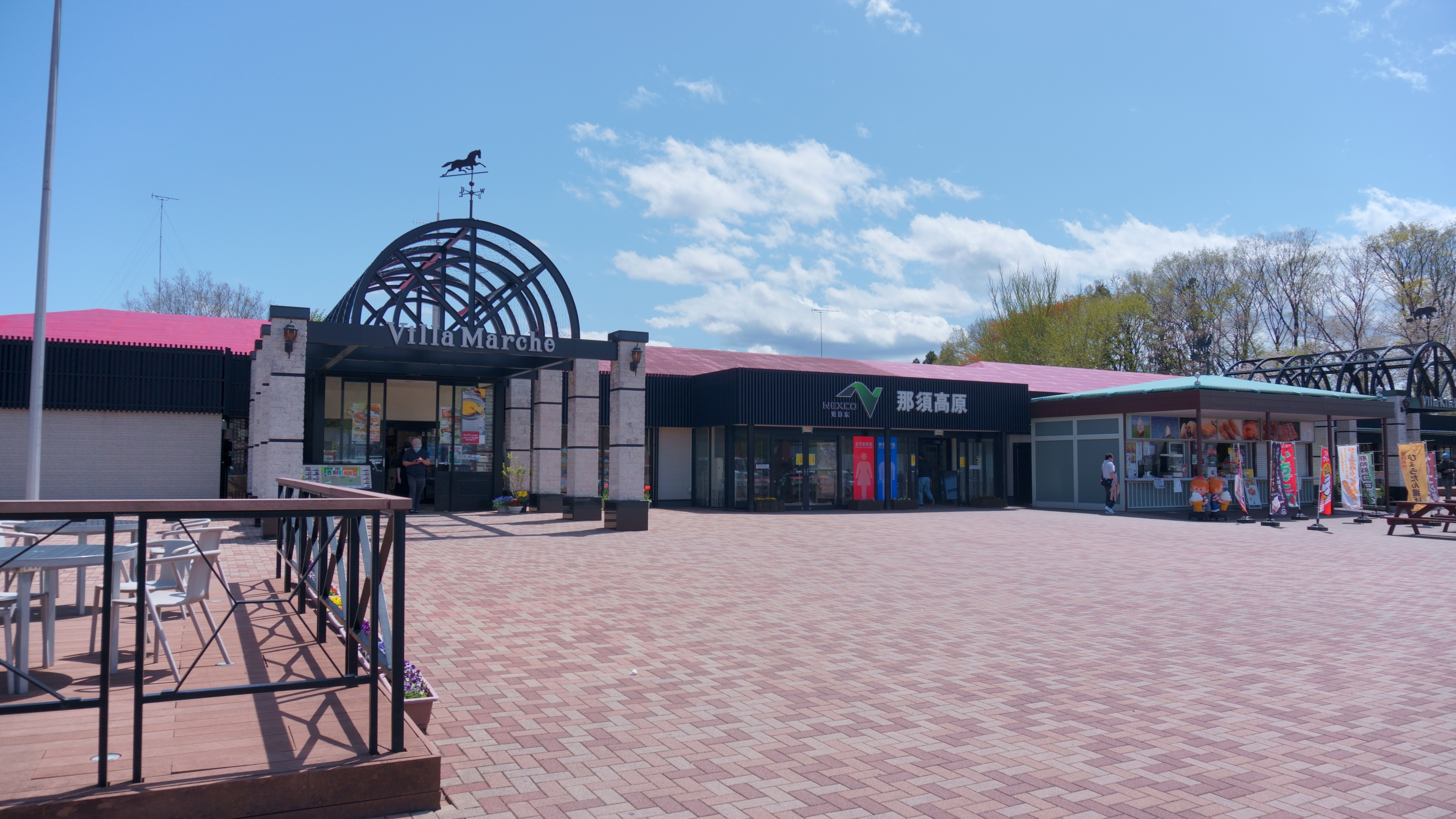
那須高原SA（上り線）

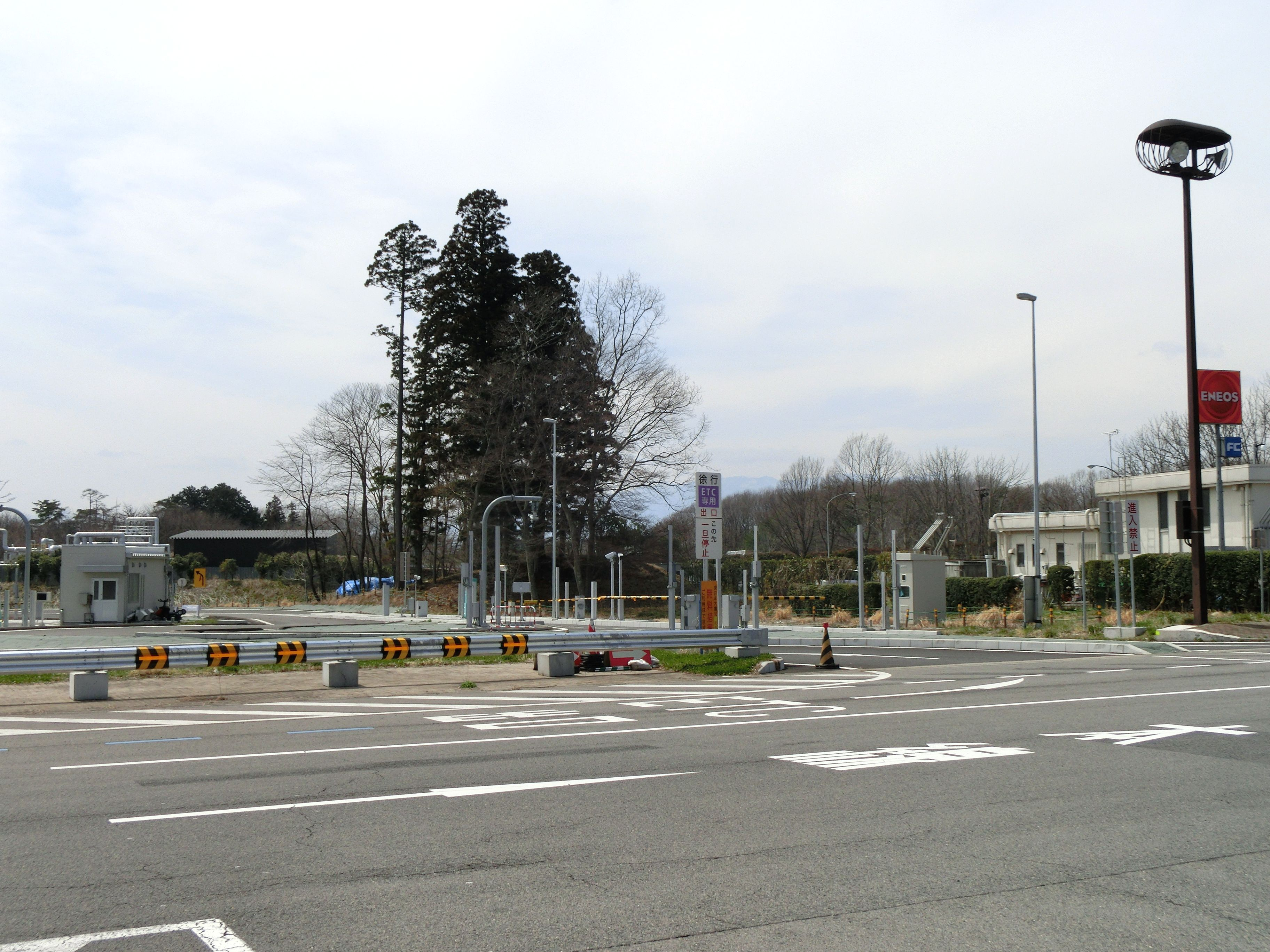
那須高原SIC（上り線）

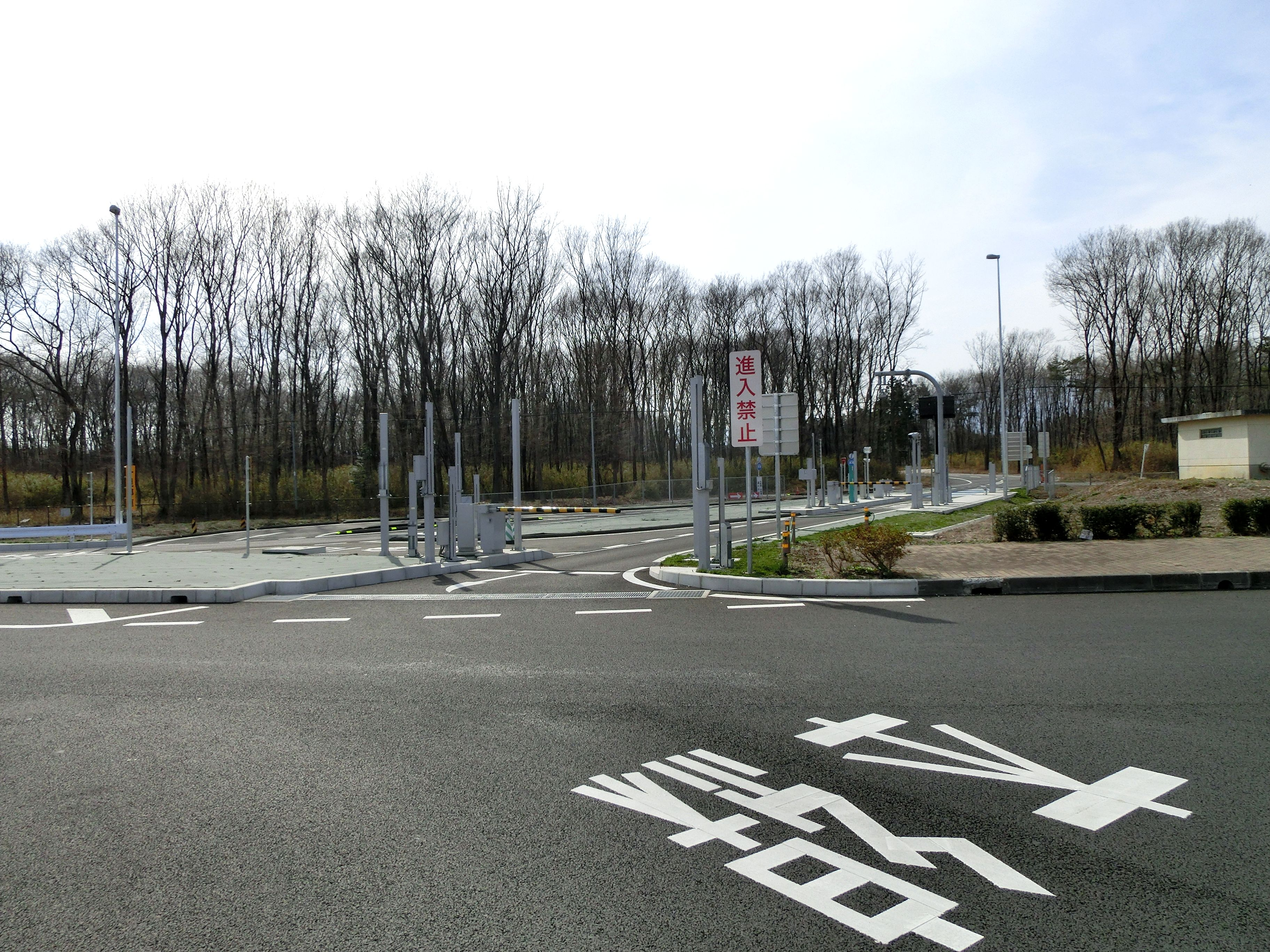
那須高原SIC（下り線）

那須高原サービスエリア（なすこうげんサービスエリア）は、栃木県那須郡那須町豊原丙にある東北自動車道のサービスエリア。那須高原スマートインターチェンジを併設する。

## 施設

### 上り線（宇都宮・東京方面）
- 管理：ネクスコ東日本エリアトラクト[1]
- 運営：日の丸サンズ[2]
- 駐車場[2]
  - 大型：85台
  - 小型：95台
  - 身障者用
    - 大型：1台
    - 小型：4台
- トイレ[2]
  - 男性：大7（和式2・洋式5）・小16
    - オストメイト対応設備が設置されている[3]。

  - 女性：25（和式3・洋式22）
    - オストメイト対応設備が設置されている[3]。
    - 同伴の男児用2

  - 身障者用：1
- 軽食・カフェ・レストラン[2]
  - レストラン（平日　11:00 - 21:00、土日祝 12月〜4月　11:00 - 21:00 3月〜11月　7:00 - 21:00）
  - フードコート（24時間）
- お土産・産直販売[2]
  - ショッピングコーナー（24時間）
  - E-NEXCO 野菜市場
- 給油・給電[2]
  - ガソリンスタンド（ENEOS（ENEOSウイング）、24時間）
    - 以前は高輪エネルギーが運営していた。

  - 給電スタンド（24時間）
- 生活・暮らし
  - 自動販売機
  - ATM「セブン銀行」（24時間）
  - E-NEXCO Wi-Fi SPOT
- 喫煙所
- 自動体外式除細動器（AED）
- 車椅子無料貸し出し（24時間）
- 高速道路サービス
  - サービスエリア・コンシェルジェ（8:30 - 19:00）
  - ハイウェイ情報ターミナル
  - 一般道からの出入口（ウォークインゲート）[2]
  - スマートIC（24時間）[4]
    - 入口利用の場合はガソリンスタンドのみ利用可
    - 出口利用の場合はガソリンスタンド以外の施設が利用可

  - ETC履歴プリンタ（24時間）
  - ハイウェイスタンプ（24時間）
- ベビーコーナー（24時間）

### 下り線（福島・仙台方面）
- 管理：ネクスコ東日本エリアトラクト[1]
- 運営：ロイヤルホールディングス[4]
- 駐車場[4]
  - 大型：128台
  - 小型：63台
  - 身障者用
    - 大型：1台
    - 小型：6台
- トイレ[4]
  - 男性：大7（和式2・洋式5）・小16
    - オストメイト対応設備が設置されている[3]。

  - 女性：25（和式3・洋式22）
    - オストメイト対応設備が設置されている[3]。
    - 同伴の男児用2

  - 身障者用：1
- 軽食・カフェ・レストラン[4]
  - レストラン（11:00 - 21:00、【4-11月の土日祝】7:00 - 21:00）
  - フードコート（24時間）
- お土産・産直販売[4]
  - ショッピングコーナー（24時間）
  - 宅配サービス
- 給油・給電[4]
  - ガソリンスタンド（apollostation（NEZASサービス）、24時間）
  - 給電スタンド（24時間）
- 生活・暮らし
  - 自動販売機（24時間）
  - ATM「セブン銀行」（24時間）
  - E-NEXCO Wi-Fi SPOT
  - 携帯電話充電器（8:00 - 18:30）
  - 郵便ポスト
- 喫煙所
- 自動体外式除細動器（AED）
- 車椅子無料貸し出し（24時間）
- 高速道路サービス
  - サービスエリア・コンシェルジェ（8:00 - 18:30）
  - ハイウェイ情報ターミナル
  - 一般道からの出入口（ウォークインゲート）[4]
  - スマートIC（24時間）[4]
    - 入口利用の場合は全ての施設が利用可
    - 出口利用の場合は全ての施設が利用不可

  - ETC履歴プリンタ（24時間）
  - ハイウェイスタンプ（24時間）
- ベビーコーナー（24時間）
- ペット
  - ドッグラン
  - ペット施設（水のみ場、排泄物用ごみ箱）

## 那須高原スマートインターチェンジ
那須高原スマートインターチェンジ（なすこうげんスマートインターチェンジ）は、那須高原サービスエリア（SA）上に併設されているスマートインターチェンジである。
- 利用可能時間：24時間[5]
- 対応車種：ETC車載器を搭載した全車種（車長12.0m以下）[5]
- 利用可能方向：全方向[5]

### 歴史
- 2005年（平成17年）4月22日：当スマートICの社会実験が開始され[6]、同年8月28日まで実施。
- 2006年（平成18年）2月24日：当スマートICの社会実験を再開。同時に上り線を新設し、東京方面のみ出入り可能なハーフインターとして運用[要出典]。
- 2007年（平成19年）4月1日：当スマートICが恒久化され、本格運用を開始[7]。
- 2010年（平成22年）12月18日：福島方面への出入口が新設され、両方向で出入りが可能となる[8]。

### 接続する道路
- 直接接続
  - E4東北自動車道(13-1番)
  - 栃木県道349号那須高原スマートインター線
- 間接接続
  - 国道4号

## 備考
- 高速バス仙台・新宿号及びニュースター号昼行便並びに広瀬ライナー号 宮城交通担当便（新宿・渋谷行き）、高速バスあぶくま号、宮城交通／近鉄バス フォレスト号（京都・大阪行き）は、当サービスエリアで休憩する。（フォレスト号仙台行きの便は乗務員交替のみ行い、開放休憩は行わない。）また、弘南バススカイ号の下り便（弘前・青森行き）は、当サービスエリアで昼食休憩を取る。
- 日本のサービスエリア・パーキングエリアとして初めて身体障害者用の駐車スペース、トイレ、スロープおよび案内誘導標識などの身障者用施設を整備したエリアであった[9]。1977年以降、新規供用サービスエリアには建設時に身体障害者用施設を設置し、既存のサービスエリアには逐次設置を進め、1982年度末ですべてのサービスエリアに完備[9]。その後、パーキングエリアにも身体障害者用施設の設置が進められていった[9]。

## 隣
E4 東北自動車道
(13)那須IC - (13-1)那須高原SA/SIC - (14)白河IC